# Annone Veneto
Annone Veneto (Danón in dialetto locale ed in friulano occidentale, Anon in veneto) è un comune italiano di 3 858 abitanti della città metropolitana di Venezia in Veneto e in particolare della sua area più orientale (Veneto Orientale). È inoltre parte del Friuli storico, di cui faceva parte anche amministrativamente fino al 1818.

## Geografia fisica
Annone Veneto sorge nella bassa pianura veneto-friulana, situato vicino alla riva sinistra del fiume Livenza e alla confluenza dei confini delle province di Venezia, Treviso e Pordenone. Si estende su una superficie di 25,69 km², da un'altitudine minima di 2 metri, ad una massima di 11 metri s.l.m..

## Storia
Il nome "Annone" deriva da ad nonum lapidem, la nona pietra miliare posta sulla antica Via Postumia. Dapprima "Ad Nonum" è una stazione di sosta, di cambio dei cavalli e dei muli e poi, secondo alcune fonti, anche sede di magazzini militari, depositi di cereali e di carne salata.
La sua origine si ritiene sia contemporanea alla costruzione delle due prime strade romane della regione:
la via Postumia, costruita nel 148 a.C. dal console Spurio Postumio Albino, che univa "Opitergium" (Oderzo) ad Aquileia, e la Via Annia, costruita nel 131 a.C. dal pretore Tito Annio Rufo, che partendo da Adria raggiungeva nei pressi della futura colonia di "Julia Concordia" (Concordia Sagittaria) la via Postumia per proseguire in un unico e comune percorso fino ad Aquileia.
Queste due prime vie di comunicazione, volute da Roma per fini quasi esclusivamente militari, in seguito collegate tra loro da raccordi, quali il tratto tra "Ad Sanos" (San Stino di Livenza) e "Ad Nonum", ed alle regioni confinanti da una rete sempre più fitta di nuove arterie, hanno consentito la crescita di significativi traffici civili e commerciali. Essere al centro di un importante nodo stradale favorirà "Ad Nonum" di una sicura crescita economica e quindi anche di un incremento degli insediamenti abitativi. La centuriazione romana del 42 a.C. dell'agro di "Julia Concordia", in cui era incluso il territorio di "Ad Nonum", promuoverà anche un intensivo e razionale sviluppo delle colture agricole e dell'allevamento del bestiame.
Con le invasioni barbariche inizia il periodo della decadenza. Dopo un distruttivo saccheggio nel 167 dei Marcomanni e dei Quadi, sconfitti successivamente dalle legioni romane sul fiume Danubio, ed una scorreria nel 258 ancora dei Marcomanni e degli Alemanni, ricacciati e vinti in Pannonia dall'imperatore Gallieno, nel 401 la provincia romana "Venetia et Histria" deve soccombere alle violenze della prima invasione dei barbari con i Goti di re Alarico. Nel 451 la terribile calata degli Unni guidati da Attila porta ulteriori e pesanti devastazioni. Seguono gli Alani nel 463, condotti da Biorgio, gli Ostrogoti di Valdemiro nel 473 e gli Eruli di Odoacre nel 476. Nel 489 arrivano i Goti di Teodorico, che sottrarranno le terre ai discendenti dei coloni romani e resteranno fino al 553 quando un esercito bizantino, comandato da Narsete, li sconfiggerà e porrà fine al loro dominio.
Poiché la sua sorte è sempre stata connessa a quella delle Vie Postumia ed Annia, quando queste due grandi strade ormai prive di manutenzione, percorse in prevalenza dai barbari, poco sicure e poi interrotte a causa della distruzione o del crollo dei ponti, saranno abbandonate, "Ad Nonum" avrà il suo inevitabile declino.
La popolazione, già decimata dalle continue incursioni barbariche, subisce dal 535 al 538 una gravissima carestia e nel 565 una virulenta epidemia di peste.
Nell'ottobre del 589 sulla "Venetia" si abbatterà una catastrofica alluvione seguita da una grande pestilenza, che cagionerà l'abbandono delle terre da parte dei superstiti. Nella zona alluvionata tra i fiumi Livenza e Tagliamento prenderanno il sopravvento le paludi e la fitta boscaglia.
Nel 568 i Longobardi, comandati da Alboino, provenienti dalla Pannonia attraversano il fiume Isonzo e, dopo aver costretto i Bizantini a ritirarsi sulle coste del mare Adriatico, occupano stabilmente la parte interna della "Venetia". Viene fondato il Ducato Longobardo del Friuli con sede in "Forum Iulii" (Cividale).
Il 3 maggio 762 due principi longobardi, i fratelli Erfo e Marco figli di Pietro duca del Friuli, donano tutti i loro beni, tra cui "le corti e le case…in annono, o anone…", all'Abbazia di S. Maria in Silvis di Sesto al Reghena. L'Abbazia in seguito sarà retta dai Benedettini, che con la bonifica delle paludi ripristineranno la coltivazione dei campi.
Nel 774 Carlo Magno, re dei Franchi, vinto a Pavia Desiderio, ultimo re longobardo, si proclama "re dei Longobardi". I Franchi governeranno il Ducato del Friuli fino al 952 quando subentreranno gli imperatori germanici del Sacro Romano Impero.
Dall'889 e fino alla metà del X secolo la regione vivrà un periodo di ripetute e devastanti invasioni degli Ungari. Saranno sconfitti nel 955 dall'imperatore Ottone I, re di Germania, nella battaglia di Lechfeld.
Nel 961 Ottone I assegna l'Abbazia di Sesto e le proprietà confiscate al longobardo Roboaldo, tra cui la "curtis de Annono", al Patriarca di Aquileia, che nel 1077 riceverà da Enrico IV di Germania l'investitura feudale di Vassallo, Signore del Friuli. Fino al 1419, anno in cui passerà sotto la Serenissima Repubblica di Venezia, Annone sarà sottoposto al Gastaldo del castello patriarcale di Meduna di Livenza.
L'avvento della Repubblica di Venezia pone termine al potere temporale del Patriarca di Aquileia. L'ex stato patriarcale ottiene l'autonomia di governo, continuando ad avere un proprio parlamento con sede in Udine capitale della Patria del Friuli. Annone sarà "villa veneta" sotto la giurisdizione della Comunità di Meduna di Livenza.
Al fine di consentire un più economico sfruttamento delle risorse agricole, i Veneziani pianificano la regolazione delle acque e la razionalizzazione della coltura delle terre e dei boschi. La salvaguardia dei boschi era obiettivo di primaria importanza per la necessità di disporre di un grande quantitativo di legname per l'approvvigionamento dell'Arsenale di Venezia per la costruzione delle navi della fiorentissima flotta mercantile e della potente flotta militare. Per tale motivo anche nei boschi di Loncon di Annone verranno imposti interdizioni e divieti, tra cui il taglio degli alberi di alto fusto.
Il 12 maggio 1797 la caduta di Venezia nelle mani dell'esercito francese, comandato dal generale Napoleone Bonaparte, conclude il millenario governo della Serenissima Repubblica. Il 17 ottobre 1797 il trattato di Campoformio ne dispone la sua cessione all'Austria, le cui truppe entreranno in Annone il 15 gennaio 1798.
Nel breve periodo della loro occupazione i francesi istituiscono un nuovo assetto amministrativo del territorio basato sui principi democratici della rivoluzione francese. Annone è Comune e passa con Meduna di Livenza prima sotto il distretto di Pordenone e poi sotto quello di San Vito al Tagliamento. Con gli Austriaci farà parte del distretto di Portogruaro.
Dopo la rioccupazione del 1805 da parte delle armate francesi e la disgregazione dell'impero napoleonico, il Congresso di Vienna il 9 giugno 1815 sancisce la cessione della Lombardia e del Veneto all'Austria, che istituirà il Regno Lombardo-Veneto.
L'8 febbraio 1818 il governo austriaco ridefinisce i confini territoriali della provincia di Venezia. Annone è comune autonomo nel distretto di Portogruaro, in provincia di Venezia. Il Veneto sarà soggetto all'impero d'Austria fino al 1866 quando sarà annesso al Regno d'Italia. Un Regio Decreto del 21 luglio 1867 cambierà il nome di Annone nell'attuale Annone Veneto.
Prima dello scoppio della prima guerra mondiale (1915-1918) inizia la distruzione dei boschi demaniali di Loncon. Il Regio Esercito italiano preleva ingenti carichi di legname e li invia tramite convogli ferroviari verso il fiume Isonzo ed il Carso per la costruzione delle fortificazioni e delle trincee. Dopo la disastrosa ritirata di Caporetto l'esercito austro-ungarico, occupato Annone Veneto il 6 novembre 1917, completerà l'opera di disboscamento, da cui ricaverà il legname che sarà utilizzato per le difese sul fronte del fiume Piave.
Dal 1920 al 1940 i comprensori del comune di Annone Veneto e dei comuni limitrofi vengono sottoposti a importanti e radicali lavori di bonifica. Tra il 1924 ed il 1927 l'area degli ex boschi di Loncon viene sistemata con lo scavo di canali, la costruzione di strade interpoderali, la suddivisione in fondi e la costruzione di case coloniche.
Con queste rilevanti opere di risanamento si crea il presupposto per una nuova crescita ed un progressivo rinnovamento delle colture agricole. Il terreno di origine sedimentaria-alluvionale di natura argillosa e calcarea si rivelerà particolarmente idoneo alla coltivazione della vite e ciò favorirà un lento e graduale processo di trasformazione colturale, che sarà indirizzata all'incremento del settore enologico.

### Simboli
Lo stemma e il gonfalone del Comune di Annone Veneto sono stati concessi con decreto del presidente della Repubblica del 4 novembre 1951.
L'albero simboleggia le foreste che fino alla prima guerra mondiale caratterizzavano il territorio. Sul tronco è appesa una targa con il numero ordinale romano IX che ricorda la fondazione del paese al nono miglio della via Postumia.
Il gonfalone è drappo un partito di bianco e di azzurro.

## Monumenti e luoghi d'interesse

### Siti di interesse artistico

#### Chiesa Vecchia di San Vitale
La chiesa ha origini quattrocentesche, fu rimaneggiata alla fine del XVIII secolo e ampliata e ristrutturata tra il 1946 e i primi Anni Cinquanta. Ha la forma di aula rettangolare, con transetto brevemente sporgente dopo l'ultima ristrutturazione. È stata parrocchiale dal 1622 circa (istituzione della parrocchia di San Vitale) al 1976, quando iniziarono le celebrazioni nel nuovo edificio costruito più a sud. Del primo periodo rimane la massiccia torre campanaria, probabilmente degli inizi del Cinquecento, con cuspide aggiunta alla fine del Settecento. All'interno conserva alcune opere importanti.
Il monumentale e classicheggiante altare maggiore, della metà del XVI secolo, del lapicida Rinaldo da Portogruaro. Sopra la mensa, due colonne di ordine corinzio e appoggiate a dadi sorreggono l'architrave e il timpano; le varie parti che lo compongono sono decorate da rilievi con cesti di frutta e fregi vegetali con elementi fitomorfi. Sul paliotto Cristo tra due angeli, altri due angeli nelle nicchie laterali. All'interno conserva la Pala di San Vitale, dipinto su tela, copia sostitutiva dell'originale andato disperso in occasione del restauro alla fine degli anni Quaranta.

#### Madonna della Pera
L'affresco si trova nel portico di una vecchia casa di campagna in via Oltrefossa, antica strada tra Lorenzaga e Frattina.
Rappresenta la Madonna col Bambino tra San Rocco e un altro Santo.
La Madonna è raffigurata su un trono di pietra decorato, con il Bambino benedicente seduto sulle sue ginocchia.
L'opera, recuperata e restaurata nel 2005, è attribuita con certezza a Gianfrancesco da Tolmezzo, il più importante pittore friulano della seconda metà del XV secolo.
La presenza dell'opera in questo luogo costituisce un'importante testimonianza della frequentazione della via per Venezia del pittore, alla ricerca delle novità del Rinascimento veneziano e padovano da portare nell'arte del Friuli.

#### Villa Polvaro
Edificio di notevoli dimensioni, è una casa padronale con barchesse per la conservazione dei raccolti, cantine e una chiesetta, risalente alla fine del XVII secolo.
I terreni erano stati acquistati e portati agli usi agricoli dalla famiglia veneta dei Polvaro. Alla fine del XVIII secolo era in possesso del veneziano Marco Franceschi.

### Siti di interesse ambientale
Delle antiche aree boschive che caratterizzavano il territorio annonese e degli antichi "rivai" di alberature e siepi autoctone si conservano, tra gli altri, due "relitti" significativi: un'area alberata a nord della linea ferroviaria Portogruaro-Treviso, che è quanto rimane dell'antico bosco Bandita; la riva Baratta, da cui si diparte il collegamento ciclo pedonale con il bosco di Bandiziol (in comune di San Stino di Livenza). Il percorso ambientale "sorelle Carnelos", sul sedime della ferrovia Casarsa-Motta di Livenza, chiusa nel 1966.
Il tratto, di proprietà di Acque del Basso Livenza (ora LTA), è stato adattato a percorso ciclo pedonale nel 2004, nel tratto ricadente nel territorio comunale (circa 3 km). Il riutilizzo dei vecchi binari e traversine ha ispirato l'artista Remo Tesolin a erigere un'installazione che segna l'inizio della passeggiata, da via Oltrefossa, nei pressi del PalaAnnone.
A ridosso del centro urbano, a sud ovest delle scuole e degli impianti sportivi, il Comune, sul finire del secolo scorso, ha acquisito un terreno, compreso tra il canale Fosson (o Vat) e via Oltrefossa e l'ha trasformato in un'area ambientale di pregio, il boschet del Fosson. Negli alberi, nei prati e nelle acque che lo caratterizzano si ritrovano gli elementi propri della campagna annonese. Le terre di bonifica, che occupano la parte più meridionale del comune, sono sorvegliate dall'impianto idrovoro della bonifica di S. Osvaldo, manufatto che si trova in fondo alla via, detta appunto Idrovora, a sud della strada Triestina, dove il confine comunale è segnato dai corsi d'acqua Fosson e Loncon.

## Società

### Evoluzione demografica
Abitanti censiti

### Etnie e minoranze straniere
Al 31 dicembre 2017 gli stranieri residenti nel comune erano 487, ovvero il 12,4% della popolazione. Di seguito sono riportati i gruppi più consistenti:
1. Romania, 129
2. Albania, 108
3. Marocco, 70
4. India, 41

## Economia
Oggi l'economia del comune di Annone Veneto è in gran parte legata alla coltivazione di vitigni pregiati ed alla produzione di vini di altissima qualità (Lison classico (da uve Tocai), Pinot grigio, Chardonnay, Prosecco, Riesling, Sauvignon, Verduzzo, Merlot, Malbec, Cabernet e Refosco dal peduncolo rosso), che hanno ricevuto ambiti riconoscimenti sia a livello nazionale che internazionale. Il territorio fa parte dell'area D.O.C. Lison-Pramaggiore.
Notevole è anche lo sviluppo delle due zone artigianali-industriali.
Dal 1989 è Città del vino di nome e sempre più di fatto; è inserita negli itinerari del turismo enogastronomico della Venezia Orientale, grazie alle molte aziende vitivinicole che producono e vendono direttamente su una superficie di 950 ettari.
Annone Veneto è capitale dell'agricoltura biologica e della produzione sostenibile, con il 10% di superficie vitata a biologico.

## Infrastrutture e trasporti

### Strade
- Il paese è attraversato dalla Strada statale 53 Postumia

### Ferrovie
Per il comune transita la ferrovia Treviso-Portogruaro e nei pressi della frazione Giai è attiva una fermata denominata "Annone Veneto". La stazione è stata inaugurata nel 2000 con la riapertura della linea.
In passato era presente un'altra stazione lungo la vecchia ferrovia San Vito al Tagliamento-Motta di Livenza; venne chiusa con la soppressione della tratta.
Nell'estremità più a sud del comune, nella frazione di Loncon, transita anche la ferrovia Venezia-Trieste ma non è presente la fermata in tale località.

## Amministrazione

### Sindaci dal 1946
| Nominativo                                           | Nominativo                                        | Partito / Coalizione                              | Periodo                                           | Elezione                                          |
| Sindaci eletti dal Consiglio comunale (1946-1995)    | Sindaci eletti dal Consiglio comunale (1946-1995) | Sindaci eletti dal Consiglio comunale (1946-1995) | Sindaci eletti dal Consiglio comunale (1946-1995) | Sindaci eletti dal Consiglio comunale (1946-1995) |
| ---------------------------------------------------- | ------------------------------------------------- | ------------------------------------------------- | ------------------------------------------------- | ------------------------------------------------- |
|                                                      | Giuseppe Franchi                                  | Democrazia Cristiana                              | 1946-1951                                         | 1946                                              |
|                                                      | Carlo Bittolo                                     | Democrazia Cristiana                              | 1951-1964                                         | 1951                                              |
| 1956                                                 | Carlo Bittolo                                     | Democrazia Cristiana                              | 1951-1964                                         |                                                   |
| 1960                                                 | Carlo Bittolo                                     | Democrazia Cristiana                              | 1951-1964                                         |                                                   |
|                                                      | Giuseppe Franchi                                  | Democrazia Cristiana                              | 1964-1970                                         | 1964                                              |
|                                                      | Giorgio Ruzzene                                   | Indipendente                                      | 1970-1980                                         | 1970                                              |
| 1975                                                 | Giorgio Ruzzene                                   | Indipendente                                      | 1970-1980                                         |                                                   |
|                                                      | Paolo Ruzzene                                     | Partito Socialista Italiano                       | 1980-1994                                         | 1980                                              |
| 1985                                                 | Paolo Ruzzene                                     | Partito Socialista Italiano                       | 1980-1994                                         |                                                   |
| 1990                                                 | Paolo Ruzzene                                     | Partito Socialista Italiano                       | 1980-1994                                         |                                                   |
|                                                      | Elio Verona                                       | Partito Socialista Italiano                       | 1994-1995                                         | (1990)                                            |
| Sindaci eletti direttamente dai cittadini (dal 1995) |                                                   |                                                   |                                                   |                                                   |
|                                                      | Elio Verona                                       | Centro-sinistra                                   | 1995-2004                                         | 1995                                              |
|                                                      | Elio Verona                                       | Centro-destra                                     | 1995-2004                                         | 1999                                              |
|                                                      | Paolo Ruzzene                                     | Centro-sinistra                                   | 2004-2009                                         | 2004                                              |
|                                                      | Daniela Savian                                    | Centro-destra                                     | 2009-2014                                         | 2009                                              |
|                                                      | Ada Toffolon                                      | Centro-sinistra                                   | 2014-2019                                         | 2014                                              |
|                                                      | Victor Luvison                                    | Centro-destra                                     | 2019-2024                                         | 2019                                              |
|                                                      | Daniele Carotti                                   | Centro-destra                                     | 2024-in carica                                    | 2024                                              |

### Gemellaggi
- Annone di Brianza
- Castello di Annone
- Saint-Astier (Dordogna)